# Pseudedomia
Pseudedomia es un género de foraminífero bentónico de la subfamilia Rhapydionininae, de la familia Rhapydioninidae, de la superfamilia Alveolinoidea, del suborden Miliolina y del orden Miliolida. Su especie tipo es Pseudedomia multistriata. Su rango cronoestratigráfico abarca desde el Cenomaniense hasta el Maastrichtiense (Cretácico superior).

## Clasificación
Pseudedomia incluye a las siguientes especies:
- Pseudedomia complanata †
- Pseudedomia drorimensis †
- Pseudedomia globularis †
- Pseudedomia hamaouii †
- Pseudedomia hekimhanensis †
- Pseudedomia multistriata †
- Pseudedomia persica †
- Pseudedomia viallii †